# آگوستین آلمودوار
آگوستین آلمودوار (اسپانیایی: Agustín Almodóvar‎؛ زادهٔ ۱۹۵۵) تهیه‌کننده فیلم و بازیگر اهل اسپانیا است.
او برادر کوچکتر پدرو آلمودوار و دانش‌اموختهٔ رشته شیمی در دانشگاه کمپلوتنسه مادرید است.
از فیلم‌هایی که وی در آن نقش داشته است، می‌توان به برف در بنیدورم، قصه‌های وحشیانه، آغوش‌های گسسته، با او حرف بزن، زنان در آستانه فروپاشی عصبی، کفش پاشنه‌بلند، پوستی که در آن زندگی می‌کنم و قبیله اشاره کرد.